# منتدى فيريتاس

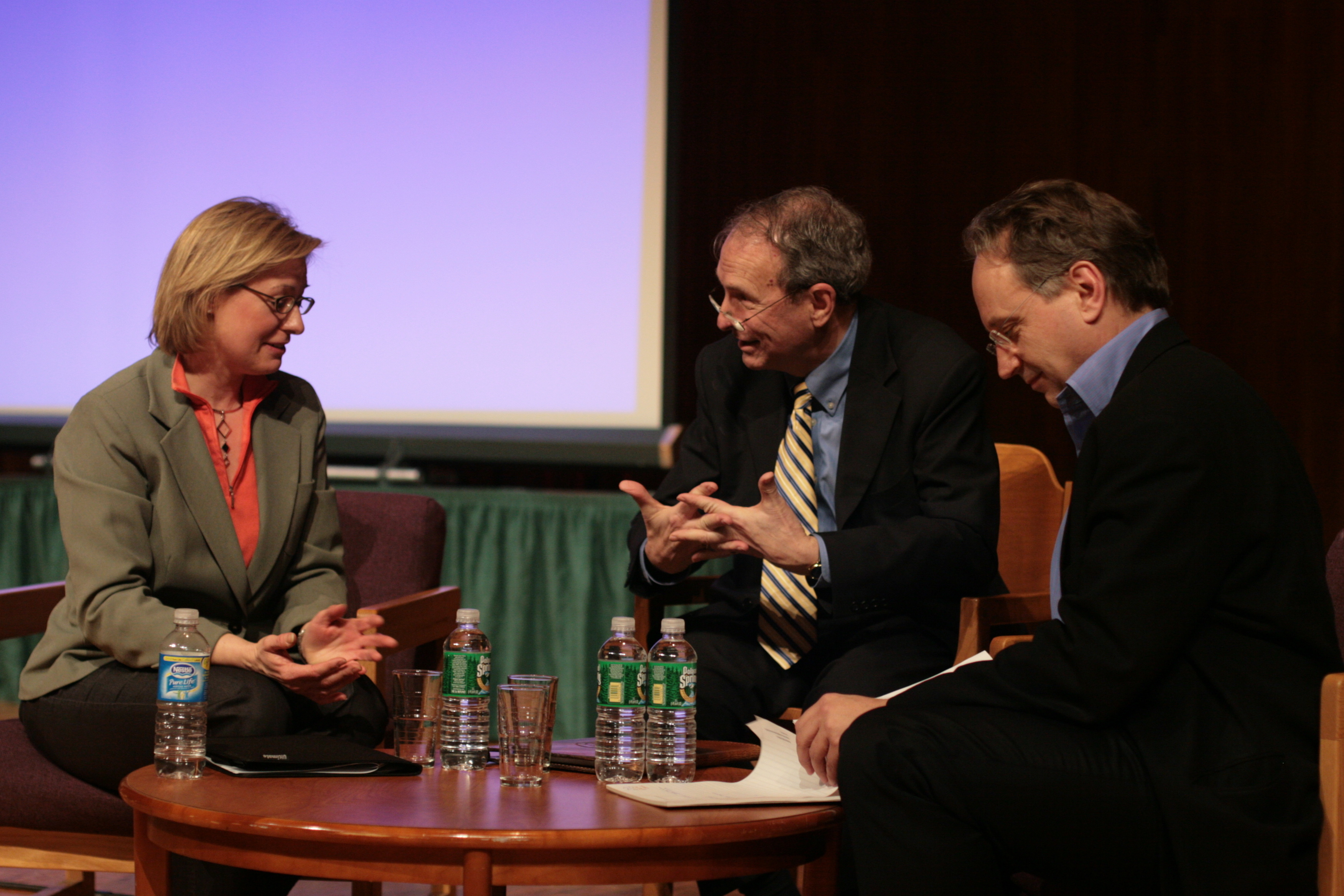
رودني بروكس وروزاليند بيكارد يناقش موضوع الروبوتات والإنسانية في منتدى فيري تاس في معهد ماساتشوستس للتقنية، عام 2009.

منتدى فيري تاس هي منظمة غير ربحية والتي تعمل مع الطلبة المسيحيين في الجامعات لاستضافة «المنتديات» والتي تركز على استكشاف الحقيقة وأهميتها في حياة الإنسان، من خلال الأسئلة في الفلسفة والدين والعلوم، وغيرها من التخصصات.
جذور كلمة فيري تاس تعود إلى اللغة اللاتينية وتعني الحقيقة، يهدف المنتدى إلى «[خلق] أحداث في الجامعة وإشراك الطلاب وأعضاء هيئة التدريس في استكشاف أصعب الأسئلة في الحياة وأهمية يسوع المسيح لجميع من الحياة». عقد المنتدى فيري تاس الأول في جامعة هارفارد في عام 1986.
بحلول عام 2008، حضر حوالي 300,000 طالب أكثر من 300 منتدى على 100 فروع في جميع أنحاء الولايات المتحدة، وكندا، وفرنسا، وإنجلترا وهولندا. في العام الدراسي 2010-2011، عُقدت منتديات فيري تاس في أكثر من 50 مؤسسة للتعليم العالي. منتديات فيري تاس متاحة للعرض على الإنترنت، وتنظم وتنشر العديد من الكتب مع انتر فيري تاس برس.

## المنتدى

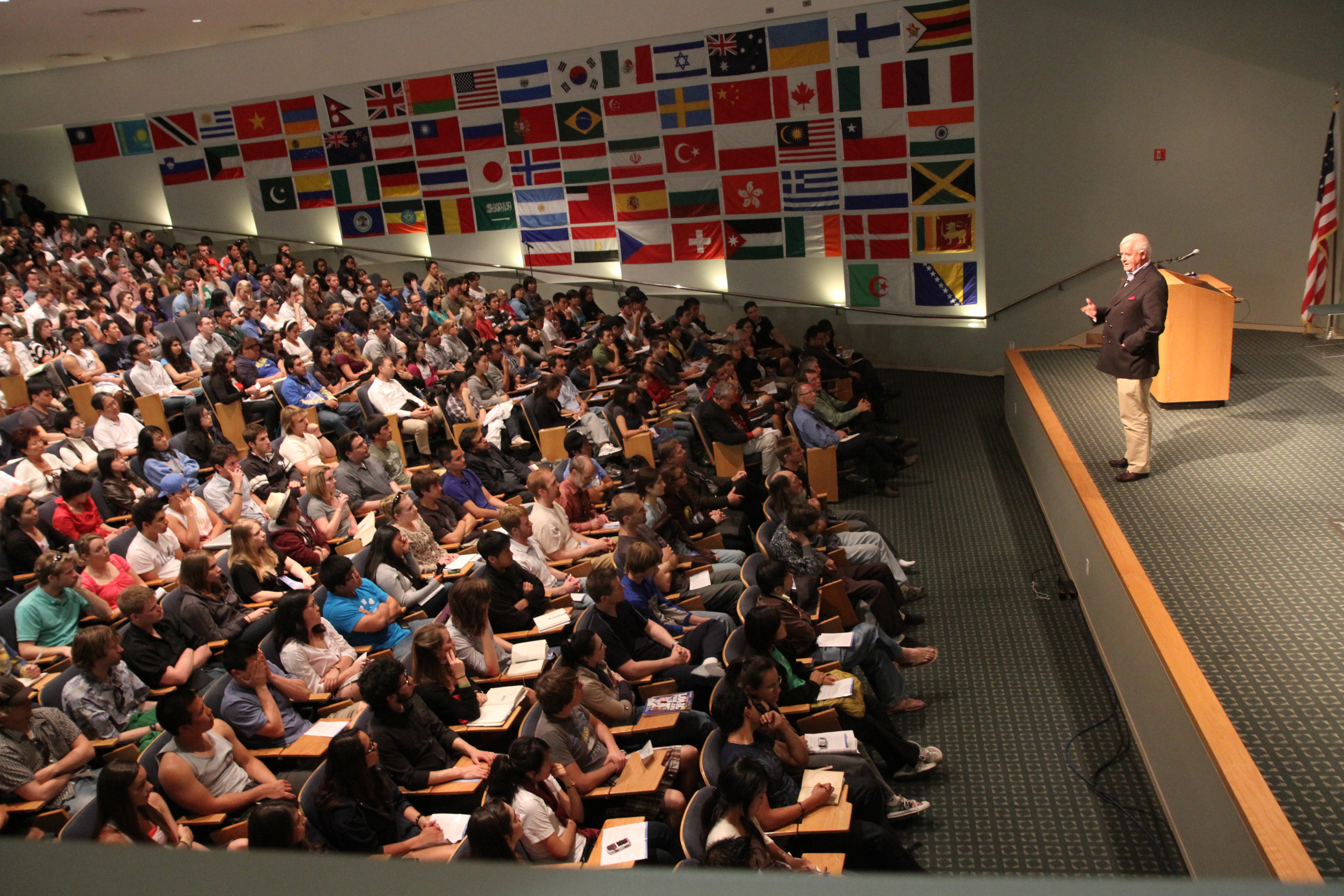
منتدى فيريتاس في جامعة كاليفورنيا، عام 2010.

من أجل إقامة منتدى، تقوم فيري تاس مع الجماعات الطلابية المسيحية، بتنظيم واستضافة منتدى، وعادًة ما يكون برعاية مشتركة مع المنظمات الطلابية والدوائر الأكاديمية. وتتضمن الفعاليات النموذجية عناوين رئيسية وورش عمل ومناقشات. وتشمل موضوعات مشتركة عم وجود الله، والعلاقة بين العلم والدين، وعمل العدالة الاجتماعية، ومسائل الأخلاق الاجتماعية، وقضايا المرأة النسوية، وأسئلة عن معنى أو الهدف من الحياة البشرية، والشر، أو الجمال، النشاط الجنسي، والعلاقات البشرية، وجود الحقيقة الموضوعية، الدين والفن؛ المسيحية والثقافة الشعبية. والصلاحية التاريخية للكتاب المقدس.
وقد استضاف المنتدى فيري تاس عدة لقاءات للنقاش مع المتحدثين البارزين الذين يمثلون وجهات نظر علمانية أو غير المسيحية، بما في ذلك بيتر سنجر، وستيفن بينكر، وأنطوني فلو، وكريستوفر هيتشنز، وشيلي كاغان، وآلان لايت مان، وجيفري ساكس.
تتضمن الفعاليات مناقشة الأخيرة ما يلي: المنتدى فيري تاس 2009 في معهد ماساتشوستس للتقنية مع الفيلسوف الملحد بيتر سنجر، واللاهوتي الفلسفي المسيحي جون إي هير، والفيلسوف وعالم دين ايريك غريغوري، منتدى فيري تاس 2010 في مسرح شيل دونيان التابع لجامعة أكسفورد، مع الصحفي اللاديني كريستوفر هيتشنز جنبًا إلى جنب مع الفيلسوف الكاثوليكي والخبير في علم الأخلاقيات جون جوزيف هال دين، والمنتدى فيري تاس 2010 في جامعة كاليفورنيا مع عالم الرياضيات المسيحي والدافعي جون لينكس والأستاذ في جامعة كاليفورنيا دانيال وفين شتاين.

## مواقع خارجية
- Veritas.org: Official website
- Veritas Europe
- Official Veritas Forum YouTube channel
- Official Veritas Forum Flickr photostream
- Veritas Riff in Wall Street Journal